# Augusto Bazzino
Augusto Bazzino (Savona, 20 luglio 1917 – Savona, 28 aprile 1945) è stato un partigiano italiano, Medaglia d'oro al valor militare alla memoria.

## Biografia
Chiamato alle armi per gli obblighi di leva nel gennaio del 1937, fu arruolato nella Marina militare nella categoria marò-autista e prestò servizio, sino al congedo, nel deposito CREM di La Spezia. Richiamato in servizio nel giugno del 1940, fu di nuovo destinato alla base di La Spezia. Alla notizia dell'armistizio, rifiutando di aderire alla Repubblica Sociale Italiana, si diede alla fuga aderendo ai GAP e ai SAP delle Brigate d'assalto "Garibaldi" operanti nel Savonese.

Nominato comandante di distaccamento, nel marzo del 1945, divenne comandante della brigata Sambolini. Morto il 28 aprile 1945, la Città di Savona ricevette in suo onore, il 26 luglio 1950, dal Presidente della repubblica Luigi Einaudi la medaglia d'oro al Valor Militare con la seguente motivazione: 
«Valoroso combattente della libertà, fu tra i primi e tra i migliori organizzatori e animatori della lotta partigiana. Le innumerevoli ed ardite azioni di sabotaggio, il leggendario coraggio in tanti combattimenti e la risolutezza dimostrata in dure e difficili circostanze di guerra, gli procurarono larga e chiara fama tra i combattenti della Liguria. Nei giorni della insurrezione generale, combattendo alla testa dei suoi uomini venne gravemente ferito e sul letto di morte mantenne patriottico ed esemplare contegno.  Savona 28 aprile 1945»

## Intitolazioni a memoria
Ad oggi si registrano, in Savona, una via e una Cooperativa di facchinaggio intitolate alla memoria di Augusto Bazzino.